# Gary Hemming

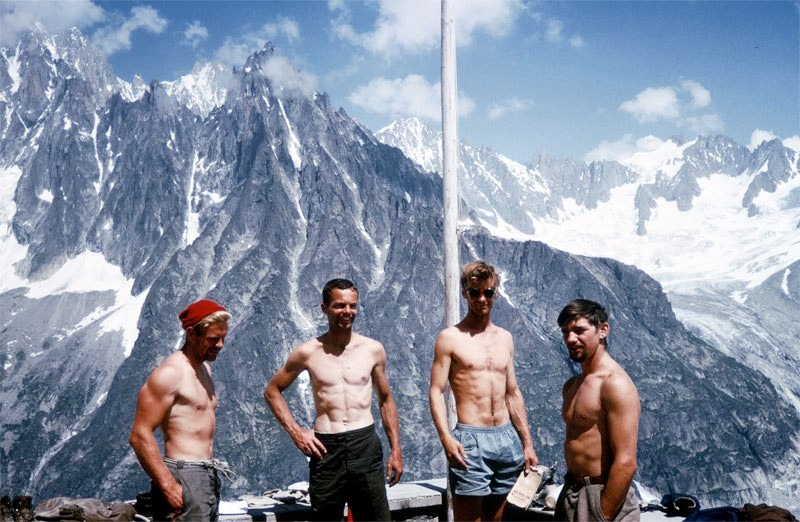
John Harlin, Tom Frost, Gary Hemming och Stewart Fulton vid L’Envers des Aiguille Hut, 1963.

Gary Hemming, född 1933, död 1969, var en amerikansk bergsklättrare. Han satte  1962 tillsammans med John Harlin och Royal Robbins upp den amerikanska leden, American Direct, på västväggen på Petite Dru ovanför Chamonix. En annan av Hemmings mer kända leder är sydväggen på Aiguille du Fou i Les Aiguilles de Chamonix. 
Hemming blev sommaren 1966 välkänd i Frankrike för en hjältemodig räddningsinsats på Petite Drus västvägg. Sommaren 1969 befann sig Hemming i USA och satt runt en lägereld tillsammans med ett antal andra klättrare, då han reste sig upp och försvann ut i natten. En stund senare hördes ett skott, och Hemming hittades senare död. Sannolikt begick han självmord, men det har spekulerats kring om han blev skjuten.
Hemming har tillsammans med John Harlin utgjort inspiration till karaktären Rand i James Salters bok Solo Faces (Längtans branter)